# Juan Carlos Romero Hicks
Juan Carlos Romero Hicks (Guanajuato, Guanajuato; 10 de diciembre de 1955) es administrador de empresas, académico, profesor y político mexicano que se desempeñó como gobernador de Guanajuato de 2000 a 2006. Desde el 1 de septiembre de 2018 es diputado federal en las LXIV y LXV legislaturas del Congreso de la Unión. Es miembro del Partido Acción Nacional.
Asimismo, se ha desempeñado como rector de la Universidad de Guanajuato de 1991 a 1999 (en cuyo periodo la universidad obtuvo su autonomía) y como director del Consejo Nacional de Ciencia y Tecnología (CONACYT) de 2006 a 2009 durante la presidencia de Felipe Calderón.

## Preparación
Es licenciado en Relaciones Industriales egresado de la Universidad de Guanajuato, y tiene dos maestrías, una en Ciencias Sociales y otra en Administración de Negocios en el Southern Oregon University. Durante gran parte de su vida profesional se dedicó a la docencia, siendo catedrático de la Universidad de Guanajuato, de la que llegó a Rector en 1991 por nombramiento del gobernador Carlos Medina Plascencia. 
Durante su gestión le fue concedida la autonomía a la Universidad, el 21 de mayo de 1994. Asimismo tuvo varios cargos dentro de diversos organismos e instituciones universitarias incluyendo la Presidencia de la Organización Universitaria Interamericana (OUI) y el Consejo Directivo del Consorcio para la Colaboración de la Educación Superior en América del Norte (CONAHEC).

## Carrera política
En 1999 se afilió al Partido Acción Nacional y en 2000 fue elegido candidato del PAN a Gobernador de Guanajuato. Romero Hicks ganó la Elección de gobernador, convirtiéndose en el cuarto mandatario estatal consecutivo perteneciente al PAN tras Carlos Medina Plascencia, Vicente Fox y Ramón Martín Huerta (sustituto).
El 7 de diciembre de 2006 el presidente de México Felipe Calderón Hinojosa lo nombró director general del Consejo Nacional de Ciencia y Tecnología (CONACYT). Tomó posesión del cargo el 13 de diciembre y lo desempeñó hasta el 9 de marzo de 2011.
El 1 de julio de 2012 fue elegido senador del Estado de Guanajuato para las Legislaturas LXII y LXIII, en donde presidió la Comisión de Educación, fue secretario de la Comisión de Ciencia y Tecnología, integrante de la Comisión de Relaciones Exteriores, Secretario de la Comisión de Asuntos Legislativos, Segunda, Secretario de la Comisión de Población y Desarrollo e integrante de la Comisión Bicamaral del Sistema de Bibliotecas del Congreso de la Unión.
El 8 de mayo de 2017 hizo pública su aspiración de ser candidato a la Presidencia de la República por el PAN, sin embargo fracasó en el intento y posteriormente se sumó a la campaña de Ricardo Anaya como coordinador de educación, ciencia, tecnología e innovación.
El 23 de marzo del 2024 Hicks votó en contra de la prohibición de las ECOSIG o también conocidas como Terapia de reorientación sexual.